# 水袖

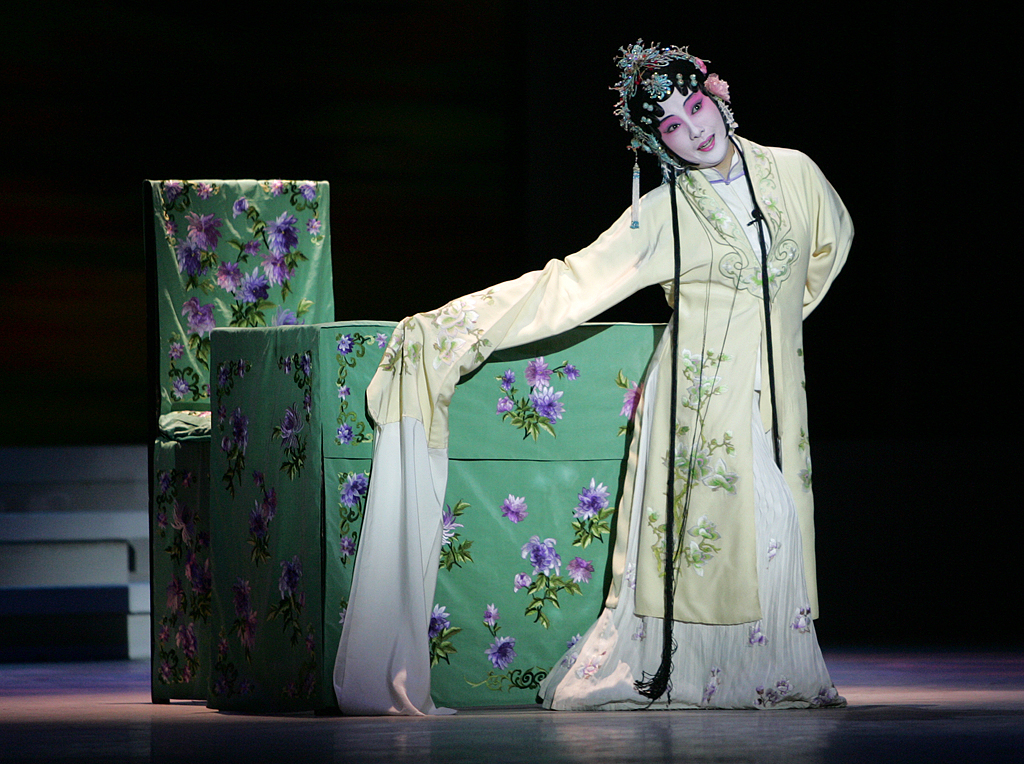
崑劇戲服的水袖

水袖起源中國，中國的水袖是縫在袖口，表演者可以利用水袖做出各種動作，除表達人物思想感情外，還可以增加美感，這種以水袖做動作的技巧稱為水袖功。中國的水袖多為純白色。